# Capitol Heights
Capitol Heights és una població dels Estats Units a l'estat de Maryland. Segons el cens del 2000 tenia 4.138 habitants.

## Demografia
Segons el cens del 2000, Capitol Heights tenia 4.138 habitants, 1.441 habitatges, i 1.014 famílies. La densitat de població era de 1.948,4 habitants per km².
Dels 1.441 habitatges en un 37,5% hi vivien nens de menys de 18 anys, en un 35,2% hi vivien parelles casades, en un 28,5% dones solteres, i en un 29,6% no eren unitats familiars. En el 25,7% dels habitatges hi vivien persones soles el 8% de les quals corresponia a persones de 65 anys o més que vivien soles. El nombre mitjà de persones vivint en cada habitatge era de 2,87 i el nombre mitjà de persones que vivien en cada família era de 3,41.
Per edats la població es repartia de la següent manera: un 30,8% tenia menys de 18 anys, un 6,9% entre 18 i 24, un 32,6% entre 25 i 44, un 21,4% de 45 a 60 i un 8,3% 65 anys o més.
L'edat mediana era de 34 anys. Per cada 100 dones de 18 o més anys hi havia 78,8 homes.
La renda mediana per habitatge era de 46.667 $ i la renda mediana per família de 53.826 $. Els homes tenien una renda mediana de 36.950 $ mentre que les dones 35.225 $. La renda per capita de la població era de 18.932 $. Entorn del 9,3% de les famílies i l'11,4% de la població estaven per davall del llindar de pobresa.

## Poblacions més properes
El següent diagrama mostra les poblacions més properes.